# Enana de Acuario
La galaxia Enana de Acuario es una galaxia enana e irregular que se encuentra en la constelación de Acuario. Fue catalogada por primera vez en 1966 con el número DDO 210. Como característica distintiva cabe señalar que es una de las pocas galaxias que presenta un corrimiento al azul, acercándose a la Vía Láctea a 137 km/s. Aunque aún existen dudas al respecto, en general se considera que pertenece al Grupo Local.